# Cadillac DTS
La Cadillac DTS (acronimo di "Deville Touring Sedan") è una full-size berlina di lusso prodotta dalla Cadillac dal 2006 al 2011, sostituita dalla XTS. 

## Il contesto
Ha debuttato al salone dell'automobile di Chicago 2005. Venne ideata per sostituire la de Ville berlina, dalla quale, infatti, non si discosta molto in termini di design, tuttavia al debutto costava poco più di 41 mila dollari, più del 10% in meno rispetto alla progenitrice. Di serie erano offerti aribag frontali e laterali, fanali HID allo xeno e sedili elettrici in pelle, come optional, invece, si potevano avere sei posti anziché cinque, con sedili riscaldati, tergicristalli con rilevamento pioggia, impianto audio Bose, sistema di navigazione DVD, fari anabbaglianti autooatici, cruise control e sospensioni Magnetic Ride Control. Nel 2007 venne rilasciata la versione Platinum, dotata di optional esclusivi.
La vettura fu realizzata sulla piattaforma G della GM, ed era dotata di un motore Northstar V8 trasversale, in grado di erogare una potenza di 275 CV (205 kW).

## Versioni speciali

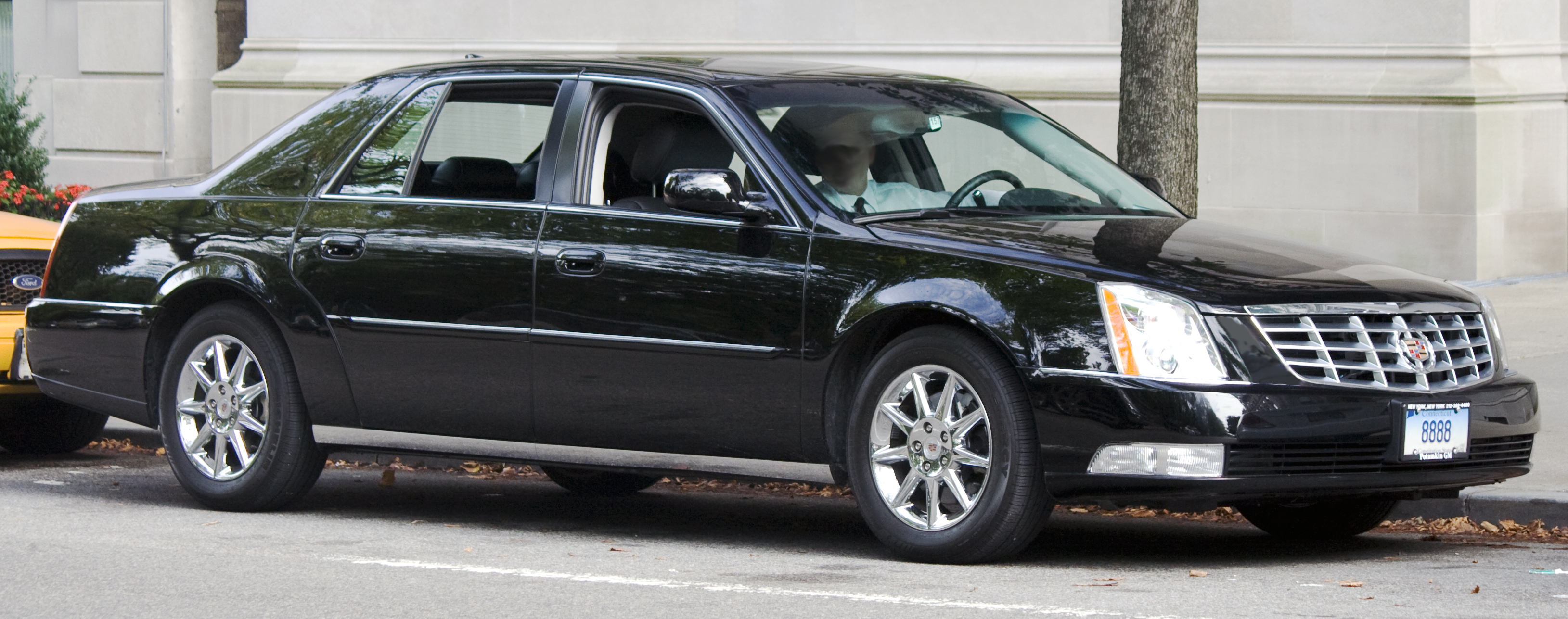
Cadillac DTS-L del 2008

### DTS-L
Nel novembre 2006 venne presentata una versione a passo allungato della DTS, la DTS-L. Le prime versioni sono riconoscibili per il montante C più ampio, simile a quello elle vecchie Serie 75, mentre nel 2008 venne ridotto per far posto a delle portiere posteriori più lunghe di quelle anteriori. Venne commercializzata come più spaziosa per le gambe dei passeggeri posteriori, ma, nonostante tutto, non vendette molto e dopo pochi anni venne tolta dal mercato.

### The Beast
Prima che la DTS di serie venne ufficialmente presentata al Motor Show di Chicago, venne disposta, in occasione della seconda inaugurazione di George W. Bush,  la DTS come nuova auto presidenziale. Molti dati di questa limousine blindata sono rimasti segreti, ma sicuramente è dotata di armature avanzate, che avevano il compito di proteggere il presidente da possibili minacce.

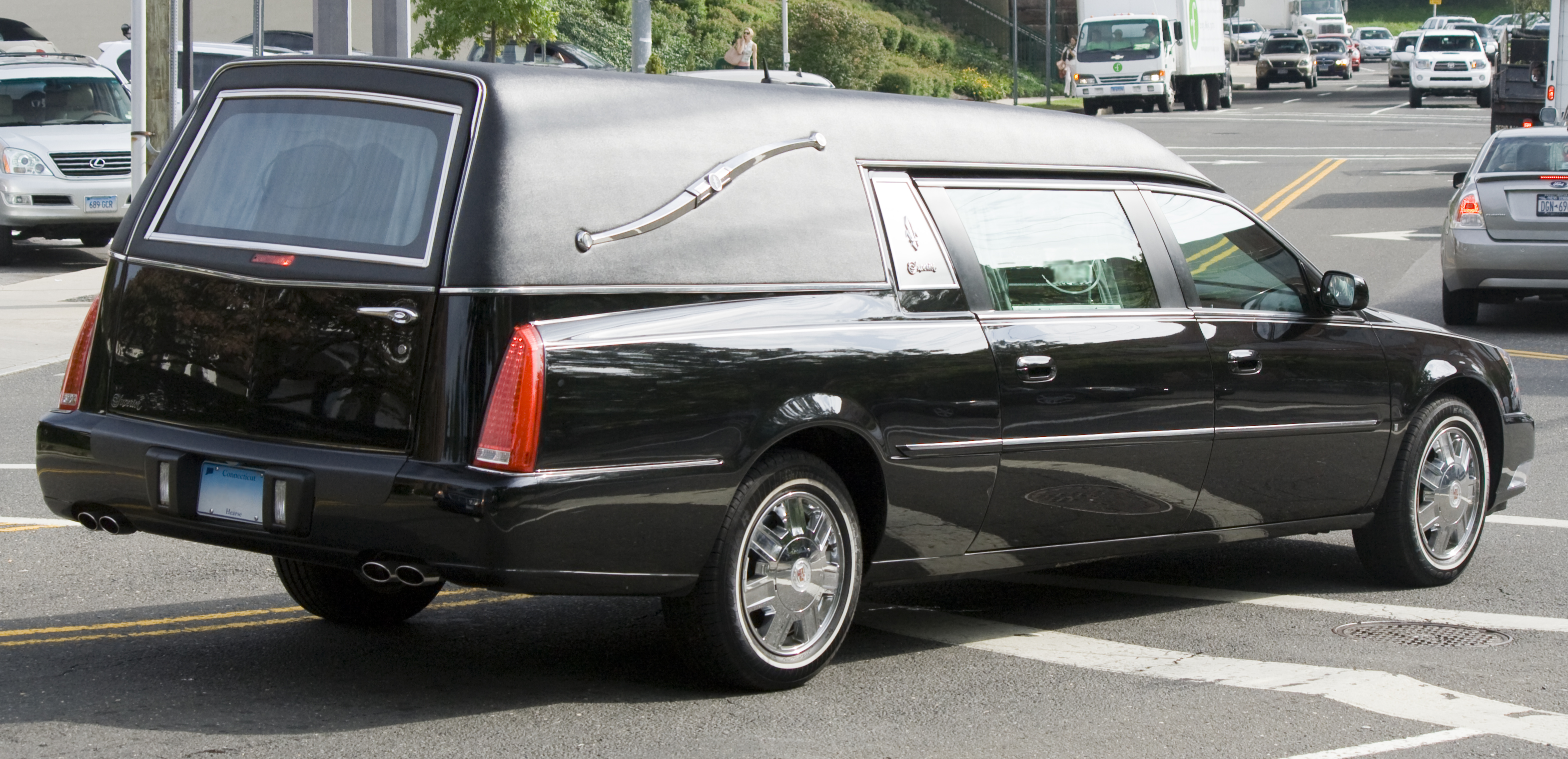
Carro funebre derivato dalla DTS

### Altri modelli
Sul telaio della DTS vennerò costruite anche limousine e carri funebri. Questi telai, dotati di carrozzerie incomplete nella parte posteriore per essere elaborate, venivano elaborati dal dipartimente Cadillac Master Coachbuilder, quindi prodotti sotto la licenza della General Motors.